# Stereotype (EP)
Pour les articles homonymes, voir Stéréotype (homonymie).
Albums de STAYC
Staydom
(2021) Young-Luv.com
(2022)
Singles
1. Stereotype
Sortie : 6 septembre 2021

Stereotype (stylisé en majuscules STEREOTYPE, est le premier EP du groupe féminin sud-coréen STAYC. Distribué par Kakao Entertainment, il est présenté par High Up Entertainment le 6 septembre 2021, près de dix mois après les débuts du groupe.

## Contenu
Stereotype contient quatre titres. La chanson titre (Stereotype) transmet un message de tolérance en clamant que les gens ne doivent pas être jugés en fonction de leur apparence, mais plutôt appréciés pour les « diverses couleurs et éléments qui font qui ils sont ».
Les autres morceaux incluent I'll Be There, qui « parle de la douleur d'une séparation », Slow Down, une chanson house tropicale, et Complex, une chanson qui « mélange des rythmes groovy avec une mélodies accrocheuses ».

## Contexte et sortie
Le 4 août 2021, High Up Entertainment annonce que leur girl group STAYC sortira son premier EP début septembre. Le 15 août 2021, son titre, Stereotype, est révélé.
L'EP et le clip de sa chanson titre sortent simultanément le 6 septembre.

## Accueil critique et commercial
Carmen Chin pour NME, écrit que l'EP est « un pur bonheur auditif » et « STAYC ne défie pas seulement les attentes de l'industrie musical des groupes de filles, mais ouvre la voie à un avenir prometteur à travers ce qui est devenu encore leur meilleure sortie ».
Stereotype se vend à plus de 114 000 exemplaires en une semaine après sa sortie Il fait ses débuts directement au numéro 2 du Gaon Album Chart.

## Liste des pistes
Tous les morceaux sont écrits par Black Eyed Pilseung et Jeon Goon, et arrangés par Rado.
| Liste des pistes de Stereotype | Liste des pistes de Stereotype | Liste des pistes de Stereotype | Liste des pistes de Stereotype | Liste des pistes de Stereotype | Liste des pistes de Stereotype | Liste des pistes de Stereotype | Liste des pistes de Stereotype | Liste des pistes de Stereotype | Liste des pistes de Stereotype |
| No                             | Titre                          | Durée                          |                                |                                |                                |                                |                                |                                |                                |
| ------------------------------ | ------------------------------ | ------------------------------ | ------------------------------ | ------------------------------ | ------------------------------ | ------------------------------ | ------------------------------ | ------------------------------ | ------------------------------ |
| 1.                             | Stereotype (색안경)            | 3:11                           |                                |                                |                                |                                |                                |                                |                                |
| 2.                             | I'll Be There                  | 3:09                           |                                |                                |                                |                                |                                |                                |                                |
| 3.                             | Slow Down                      | 3:10                           |                                |                                |                                |                                |                                |                                |                                |
| 4.                             | Complex                        | 3:06                           |                                |                                |                                |                                |                                |                                |                                |
| 12:56                          |                                |                                |                                |                                |                                |                                |                                |                                |                                |

Toutes les pistes sont stylisées en majuscules.

## Classement

### Classements hebdomadaires
| Classement (2024)           | Meilleure position |
| --------------------------- | ------------------ |
| Corée du Sud (Circle Chart) | 2                  |
| Japon (Oricon - Physique)   | 25                 |
| Japon (Oricon - Total)      | 42                 |

## Historique des versions
| Région       | Date             | Format               | Label          |
| ------------ | ---------------- | -------------------- | -------------- |
| Monde        | 6 septembre 2021 | Numérique, streaming | High Up, Kakao |
| Corée du Sud | 6 septembre 2021 | CD                   | High Up, Kakao |